# Dusona rufescens
Dusona rufescens là một loài tò vò trong họ Ichneumonidae.